# 部分群の指数
数学、とくに群論において、群 G における部分群 H の指数 (index) は G における H の「相対的な大きさ」である。同じことだが、G を埋め尽くす H の「コピー」（剰余類) の個数である。例えば、H が G において指数 2 をもてば、直感的には G の元の「半分」は H の元である。H の G における指数は通常 |G : H| あるいは [G : H] あるいは (G:H) で表記される。
正式には、H の G における指数は H の G における剰余類の個数として定義される。（H の G における左剰余類の個数はつねに右剰余類の個数と等しい。）例えば、Z を整数のなす加法群とし、2Z を偶数全体からなる Z の部分群とする。すると 2Z は Z において2つの剰余類（すなわち偶数全体と奇数全体）をもち、したがって 2Z の Z における指数は 2 である。一般化すると、任意の正の整数 n に対して
{\displaystyle |\mathbf {Z} :n\mathbf {Z} |=n}
である。
N が G の正規部分群であれば、G における N の指数はまた商群 G / N の位数にも等しい、なぜならばこれは G における N の剰余類の集合における群構造の言葉で定義されるからである。
G が無限であれば、部分群 H の指数は一般には 0 でない基数になる。上の例が示すように、それは有限 - つまり、正の整数 - かもしれない。
G と H が有限群であれば、H の G における指数は 2 つの群の位数の商に等しい：
{\displaystyle |G:H|={\frac {|G|}{|H|}}.}
これはラグランジュの定理であり、この場合商は必ず正の整数である。

## 性質
- H が G の部分群で K が H の部分群であれば、

{\displaystyle |G:K|=|G:H|\,|H:K|.}
- H と K が G の部分群であれば、

{\displaystyle |G:H\cap K|\leq |G:H|\,|G:K|,}
HK = G ならば等号成立。（ |G : H ∩ K| が有限であれば、等号成立 ⇔ HK = G。）
- 同じことだが、H と K が G の部分群であれば、

{\displaystyle |H:H\cap K|\leq |G:K|,}
HK = G ならば等号成立。（ |H : H ∩ K| が有限であれば、等号成立 ⇔ HK = G。）
- G と H が群で φ: G → H が準同型であれば、φ の核の G における指数は像の位数に等しい：

{\displaystyle |G:\operatorname {ker} \;\varphi |=|\operatorname {im} \;\varphi |.}
- G を集合 X に作用している群とし、x ∈ X とする。このとき G のもとでの x の軌道の濃度は x の固定部分群 (stabilizer) の指数に等しい：

{\displaystyle |Gx|=|G:G_{x}|.\!}
これは orbit-stabilizer theorem として知られている。
- orbit-stabilizer theorem の特別な場合として、元 x ∈ G 共役 gxg−1 の個数は G における x の中心化群の指数に等しい。
- 同様に、G において部分群 H の共役 gHg−1 の個数は G における H の正規化群の指数に等しい。
- H が G の部分群であれば、H の正規核の指数は以下の不等式を満たす：

{\displaystyle |G:\operatorname {Core} (H)|\leq |G:H|!}
ただし ! は階乗関数を表す。これは以下でさらに議論される。
- 系として、G における H の指数が 2 であれば、あるいは有限群に対して G の位数を割り切る最小の素数 p であれば、H は正規である、なぜならばその核の指数もまた p でなければならず、したがって H はその核に等しい、すなわち正規である。
- 最小素数の部分群は存在しないかもしれないことに注意しよう。例えば非素数位数の任意の単純群やより一般に任意の en:perfect group。

## 例
- 交代群 {\displaystyle A_{n}} は対称群 {\displaystyle S_{n}} において指数 2 をもちしたがって正規である。
- 特殊直交群 SO(n) は直交群 (orthogonal group) O(n) において指数 2 をもちしたがって正規である。
- 自由アーベル群 Z ⊕ Z は指数 2 の 3 つの部分群をもつ、すなわち

{\displaystyle \{(x,y)\mid x{\text{ is even}}\},\quad \{(x,y)\mid y{\text{ is even}}\},\quad {\text{and}}\quad \{(x,y)\mid x+y{\text{ is even}}\}}.
- より一般に、p が素数であれば、Zn は (pn − 1) / (p − 1) 個の指数 p の部分群を pn − 1 個の非自明な準同型 Zn → Z/pZ に対応してもつ[要出典]。
- 同様に、自由群 Fn は pn − 1 個の指数 p の部分群をもつ。
- 無限二面体群（英語版）は指数 2 の巡回部分群をもち、これは必ず正規である。

## 無限指数
H が G において無限個の剰余類をもてば、H の G における指数は無限であるという。この場合、指数 |G : H| は実は基数である。例えば、H の G における指数は H が G において可算個の剰余類をもつかどうかに応じて可算あるいは非可算かもしれない。H の指数は高々 G の位数でありこれは自明な部分群に対して、実は G の濃度よりも小さい無限濃度の任意の部分群 H に対して実現されることに注意しよう。

## 有限指数
無限群 G は有限指数の部分群 H をもつかもしれない（例えば整数全体の群において偶数全体の部分群）。そのような部分群はつねにまた有限指数の（G の）正規部分群 N を含む。実は、H が指数 n をもてば、N の指数は n! のある因子としてとることができる。実際、N はG から H の左（または右）剰余類の置換群への自然な準同型の核にとることができる。
特別な場合 n = 2 は指数 2 の部分群は正規部分群であるという一般的な結果を与える、なぜならば正規群（上の N）は指数 2 をもたなければならずそれゆえもとの部分群と同一でなければならない。より一般に、（G が有限であれば）p を G の位数の最小素因子として指数 p の部分群は必ず正規である、なぜならば N の指数は p! を割り切るので他の素因数をもたないから p に等しくなければならない。
指数が最小素数 p の部分群は正規であるという結果の別証明や、素数指数の部分群の他の性質は (Lam 2004) において与えられる。

### 例
上記の考察は有限群に対しても正しい。例えば、掌性八面体群 O は 24 個の元をもつ。位数 8 の二面体部分群 D4 をもち（実は 3 つのそのようなものをもち）したがって O における指数 3 の部分群をもち、これを H と呼ぶことにしよう。この二面体群は 4 元からなる D2 部分群をもち、これを A と呼ぼう。H の右剰余類の任意の元を右に A の元によって掛けることは H の同じ剰余類の元を与える (Hca = Hc)。A は O において正規である。対称群 S3 の 6 個の元に対応して A の 6 個の剰余類が存在する。A の任意の特定の剰余類からのすべての元は H の剰余類の同じ置換を演じる。
一方、十二面体群 Th もまた 24 個の元をもち指数 3 の部分群（今回は D2h 角柱対称性の群、三次元における点群参照）をもつが、この場合部分群全体が正規部分群である。特定の剰余類のすべての元これらの剰余類の同じ置換を実行するが、この場合 6 元からなる  S3 対称群において 3 元からなる交代群しか表現しない。

## 素数冪の指数の正規部分群
素数冪の指数の正規部分群は p-群への全射写像の核であり（Focal subgroup theorem: Subgroupsの項に述べたような、焦点部分群定理として精緻化される）面白い構造をもつ。
素数冪の指数の3つの重要な正規部分群が存在し、それぞれあるクラスで最小の正規部分群である：
- Ep(G) はすべての指数 p の正規部分群の共通部分である。G/Ep(G) は基本アーベル群であり G が全射する最大の基本アーベル p-群である。
- Ap(G) は G/K がアーベル p-群であるようなすべての正規部分群 K（すなわち K は導来群 {\displaystyle [G,G]} を含む指数 {\displaystyle p^{k}} の正規部分群である）の共通部分である：G/Ap(G) は G が全射する最大のアーベル p-群（基本とは限らない）である。
- Op(G) は G/K が（非アーベルでもよい）p-群である（すなわち K は指数 {\displaystyle p^{k}} の正規部分群である）ような G のすべての正規部分群 K の共通部分である：G/Op(G) は G が全射する最大の p-群（アーベルとは限らない）である。Op(G) は p-残余部分群 (p-residual subgroup) とも呼ばれる。

これらは群 K についてのより弱い条件であるから、次の包含を得る
{\displaystyle \mathbf {E} ^{p}(G)\supseteq \mathbf {A} ^{p}(G)\supseteq \mathbf {O} ^{p}(G).}
これらの群はシロー部分群 (Sylow subgroup) と transfer homomorphism にそこで議論されているように重要な関係がある。

### 幾何学的構造
初等的な観察は指数 2 のちょうど 2 つの部分群をもてないということである、なぜならばそれらの対称差の補集合は 3 番目を生むからである。これは上記の議論の単純な系である（すなわち基本アーベル群のベクトル空間構造の射影化
{\displaystyle G/\mathbf {E} ^{p}(G)\cong (\mathbf {Z} /p)^{k}}),
そしてさらに、G はこの幾何学に作用しないし非アーベル構造のどんなことも反映しない（両方の場合においてなぜならば商はアーベルだから）。
しかしながら、それは初等的な結果であり、次のように具体的に確かめられる：与えられた指数 p の正規部分群の集合は射影空間をなす、すなわち射影空間
{\displaystyle \mathbf {P} (\operatorname {Hom} (G,\mathbf {Z} /p)).}
詳しく言えば、G から位数 p の（巡回）群への準同型の空間 {\displaystyle \operatorname {Hom} (G,\mathbf {Z} /p)} は有限体 {\displaystyle \mathbf {F} _{p}=\mathbf {Z} /p} 上のベクトル空間である。非自明なそのような写像は核として指数 p の正規部分群をもち、 {\displaystyle (\mathbf {Z} /p)^{\times }} の元（mod p で 0 でない元）を写像に掛けることは核を変えない。したがって
{\displaystyle \mathbf {P} (\operatorname {Hom} (G,\mathbf {Z} /p)):=(\operatorname {Hom} (G,\mathbf {Z} /p))\setminus \{0\})/(\mathbf {Z} /p)^{\times }}
から指数 p の正規部分群への写像を得る。逆に、指数 p の正規部分群は「どの剰余類が {\displaystyle 1\in \mathbf {Z} /p} に写るか」の選択を除いて {\displaystyle \mathbf {Z} /p} への非自明な写像を決定し、これはこの写像が全単射であることを示している。
その結果、指数 p の正規部分群の数はある k に対して
{\displaystyle (p^{k+1}-1)/(p-1)=1+p+\cdots +p^{k}}
である。{\displaystyle k=-1} は指数 p の正規部分群と対応しない。さらに、指数 p の 2 つの異なる正規部分群が与えられると、 {\displaystyle p+1} 個のそのような部分群からなる射影直線を得る。
{\displaystyle p=2} に対して、（必ず正規である）指数 2 の 2 つの異なる部分群の対称差はこれらの部分群を含む射影直線上の第三の点を与え、群は {\displaystyle 0,1,3,7,15,\ldots } 個の指数 2 の部分群を含まなければならない – 例えばちょうど 2 個や 4 個の指数 2 の部分群を含むことはできない。